# Wereldkampioenschappen atletiek 2007 – marathon
Het onderdeel marathon op de IAAF wereldkampioenschappen atletiek 2007 in het Japanse Osaka werd op 25 augustus (mannen) en 2 september (vrouwen) gehouden.

## Uitslagen
| Rang | Land | Atleet           | Tijd         |
| ---- | ---- | ---------------- | ------------ |
| 1    | KEN  | Luke Kibet       | 2:15.59      |
| 2    | QAT  | Mubarak Shami    | 2:17.18      |
| 3    | SUI  | Viktor Röthlin   | 2:17.25      |
| 4    | ERI  | Yared Asmerom    | 2:17.41      |
| 5    | JPN  | Tsuyoshi Ogata   | 2:17.42 (SB) |
| 6    | JPN  | Satoshi Osaki    | 2:18.06 (SB) |
| 7    | JPN  | Toshinari Suwa   | 2:18.35 (SB) |
| 8    | KEN  | William Kiplagat | 2:19.21      |

| Rang | Land | Atleet            | Tijd         |
| ---- | ---- | ----------------- | ------------ |
| 1    | KEN  | Catherine Ndereba | 2:30.37 (SB) |
| 2    | CHN  | Zhou Chunxiu      | 2:30.45      |
| 3    | JPN  | Reiko Tosa        | 2:30.55 (SB) |
| 4    | CHN  | Zhu Xiaolin       | 2:31.21      |
| 5    | ROU  | Lidia Şimon       | 2:31.26 (SB) |
| 6    | JPN  | Kiyoko Shimahara  | 2:31.40 (SB) |
| 7    | KEN  | Rita Jeptoo       | 2:32.03 (SB) |
| 8    | KEN  | Edith Masai       | 2:32.22      |

Helsinki 1983 ·
Rome 1987 ·
Tokio 1991 ·
Stuttgart 1993 ·
Göteborg 1995 ·
Athene 1997 ·
Sevilla 1999 ·
Edmonton 2001 ·
Parijs 2003 ·
Helsinki 2005 ·
Osaka 2007 ·
Berlijn 2009 ·
Daegu 2011 ·
Moskou 2013 ·
Peking 2015 ·
Londen 2017 ·
Doha 2019·
Eugene 2022